# دوري جنوب إفريقيا لكرة القدم 2005–06
دوري جنوب أفريقيا لكرة القدم 2005–06 (بالإنجليزية: 2005–06 Premier Soccer League)‏ هو الموسم 10 من دوري جنوب أفريقيا لكرة القدم ‏. كان عدد الأندية المشاركة فيه 16، وفاز فيه ماميلودي صن داونز.